# Pražská strojírna
Pražská strojírna a.s. je strojírenský podnik vyrábějící tramvajové výhybky, křížení, výhybkové systémy a ostatní součásti tramvajového svršku, který působí na místě bývalého cukrovaru v Praze-Vinoři. Jeho oficiální i lidový název „Rustonka“ odkazují k tradici původní libeňské firmy.

## Historie
Pražská strojírna byla téměř dvě stě let spojena s historií Libně. Počátky současného podniku Pražská strojírna sahají až do dvacátých let 19. století, kdy v budově bývalé přádelny na Švábkách v Libni vybudovali bratří Thomasové továrnu na parní i pracovní stroje. V roce 1850 získal strojírnu jiný podnikatel – Joseph John Ruston, zkušený výrobce lodí a parních strojů. Pod Rustonovým vedením se výroba dále rozšiřovala a jeho říční lodě a parní bagry se postupně vyvážely i do Ruska, Turecka, Rumunska a Německa. Dne 1. června 1869 byla Rustonova strojírna akcionována a přešla do majetku Prager Maschinenbau A.G. (Pražská akciová strojírna, dříve Ruston a spol.), se základním kapitálem 2 000 000 zl. V roce 1891 získal podnik i zakázku na hlavní strojírenský pavilon pro Jubilejní zemskou výstavu. V roce 1908 vyrobila Pražská strojírna 2 097 parních strojů a 20 870 kotlů. Při přestavbě karlínského přístavu v roce 1911 ale zdejší loděnice zanikly.

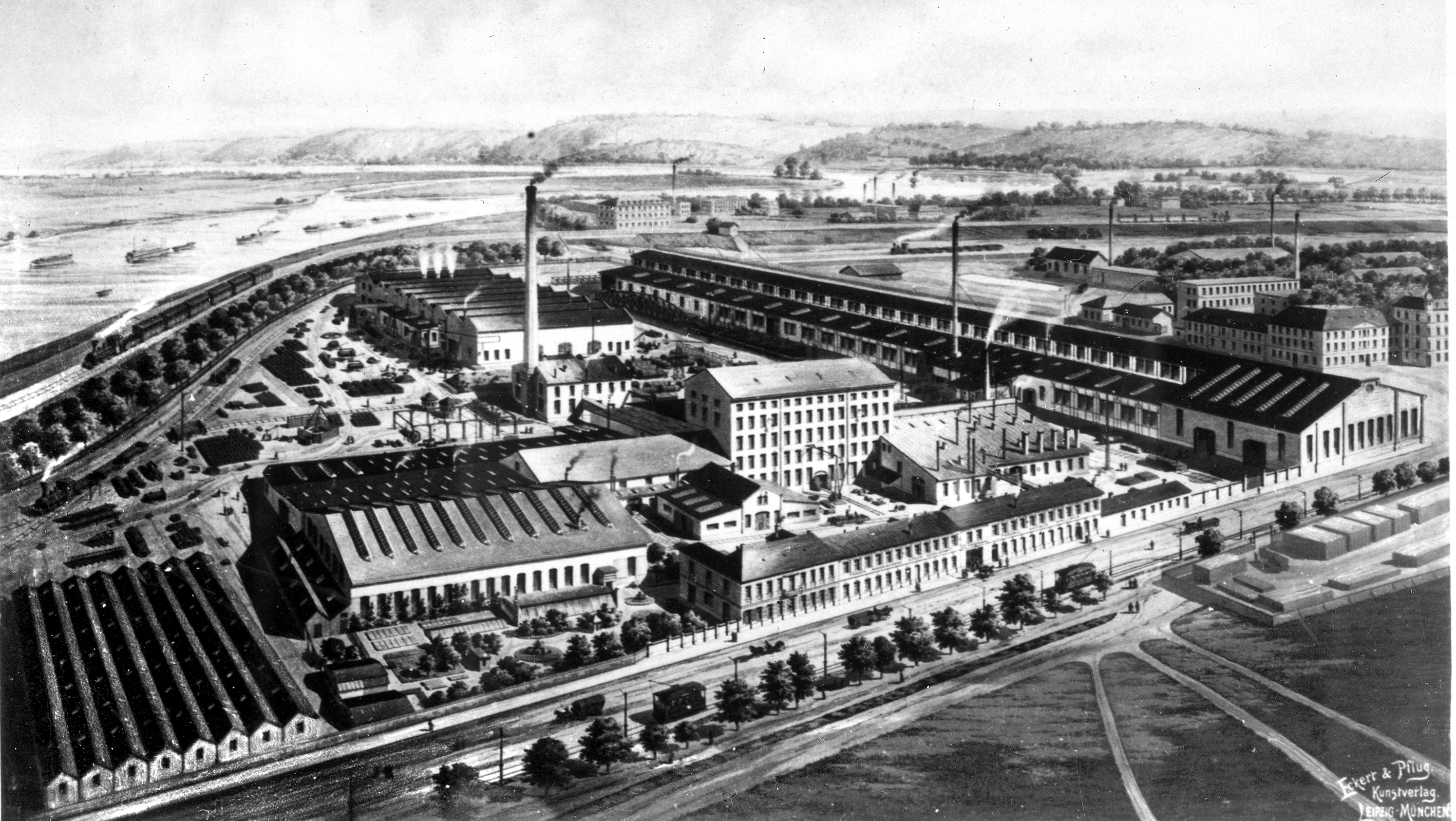
Libeňská Rustonka (tehdy už Pražská akciová strojírna, dříve Ruston a spol.) v roce 1900

Do této doby spadá bouřlivý rozvoj provozu elektrických drah hl. m. Prahy. Správní rada elektrických podniků se proto s ohledem „na bezpečnost jejich provozování, jakožto i v zájmu racionálního podnikání a technicky správného řízení“ rozhodla vybudovat vlastní ústřední opravárenské dílny. V roce 1912 byl areál Rustonky zakoupen Elektrickými podniky za cenu 1 580 000 K a postupně do něj byly soustředěny opravárenské kapacity na tramvaje, později i na autobusy. Zároveň zde začala i výroba dílů pro stavbu a opravy kolejového svršku pro tramvaje.
V první polovině 20. století byly pozemky Rustonky administrativně převedeny do Karlína. 7. ledna 1958 postihl areál Rustonky obrovský požár. Rozsáhlé spektrum činností se v areálu zachovalo až do šedesátých let minulého století, kdy byl v Hostivaři vybudován nový závod, do kterého byly převedeny opravy tramvají a později i opravy autobusů. V areálu „Rustonka“ v Karlíně byla nadále zachována výroba tramvajových kolejových konstrukcí, včetně výhybek a systémů pro ovládání výměn.

## Současnost - Pražská strojírna a.s.

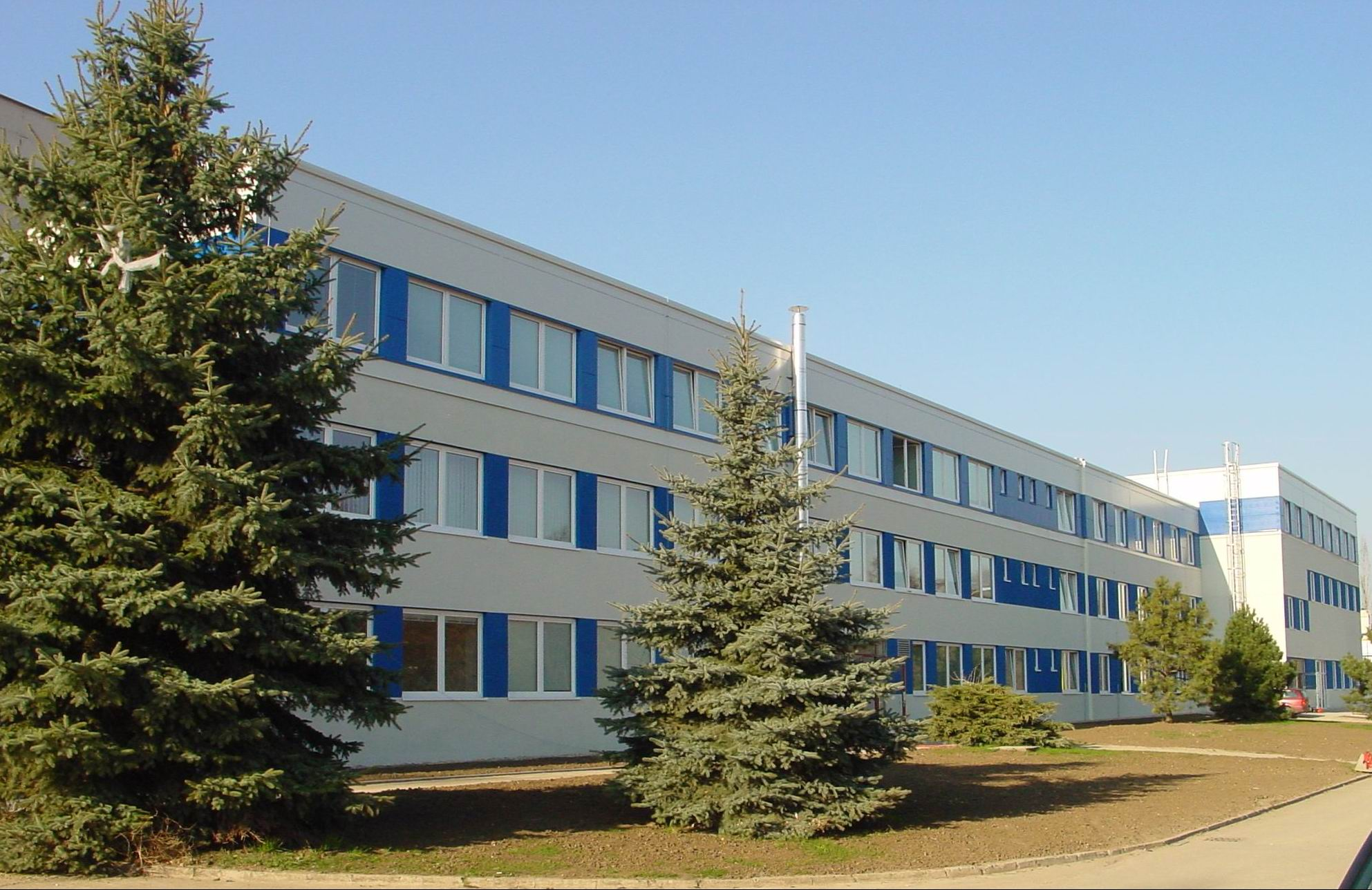
Pražská strojírna – administrativní budova v areálu ve Vinoři (2013)

1. dubna 1994 byla založena akciová společnost Pražská strojírna ve stoprocentním vlastnictví Dopravního podniku hlavního města Prahy. V létě 2002 byl areál v Karlíně výrazně zasažen povodněmi. Z důvodu, že stávající výrobní kapacity nesplňovaly dnešní standardy, a z důvodu toho, že město se snažilo vytěsnit průmyslové závody v blízkosti centra na lukrativních pozemcích, bylo rozhodnuto o přestěhování Pražské strojírny do nového výrobního areálu ve Vinoři na severovýchodním okraji Prahy. Tento areál byl přestavěn a uzpůsoben dle projektu technologického uspořádání pracovišť tak, aby výroba byla optimalizována a zefektivněna. Původní tovární prostory v Karlíně byly zdemolovány v listopadu 2007; zůstala stát pouze budova původní kotelny s komínem (která měla být začleněna do nové výstavby), ovšem i tu v únoru 2014 developer srovnal se zemí, neboť chtěl na uvolněné ploše postavit kancelářské budovy, obytné domy a obchodní centrum s názvem Rustonka.
Historie současného sídla firmy ve Vinoři spadá do roku 1870, kdy zde byl založen Spolkový rolnický cukrovar. Tovární budovy postavil V. Nekvasil z Karlína a strojní zařízení firma Breitfeld i spol. tamtéž. Rozvoj cukrovarnictví si vynutil v roce 1874 vybudování rybníka – dodnes zvaného „Cukrovarský“ – na Vinořském potoce, jižně od areálu. Areál za socialismu vlastnilo ČKD a vystavělo zde obě haly, které byly Pražskou strojírnou po jejím přestěhování modernizovány. Historické budovy cukrovaru však byly, podobně jako v Libni (a přes podobné snahy technickou památku zachránit), roku 2009 zbourány.

## Předmět činnosti

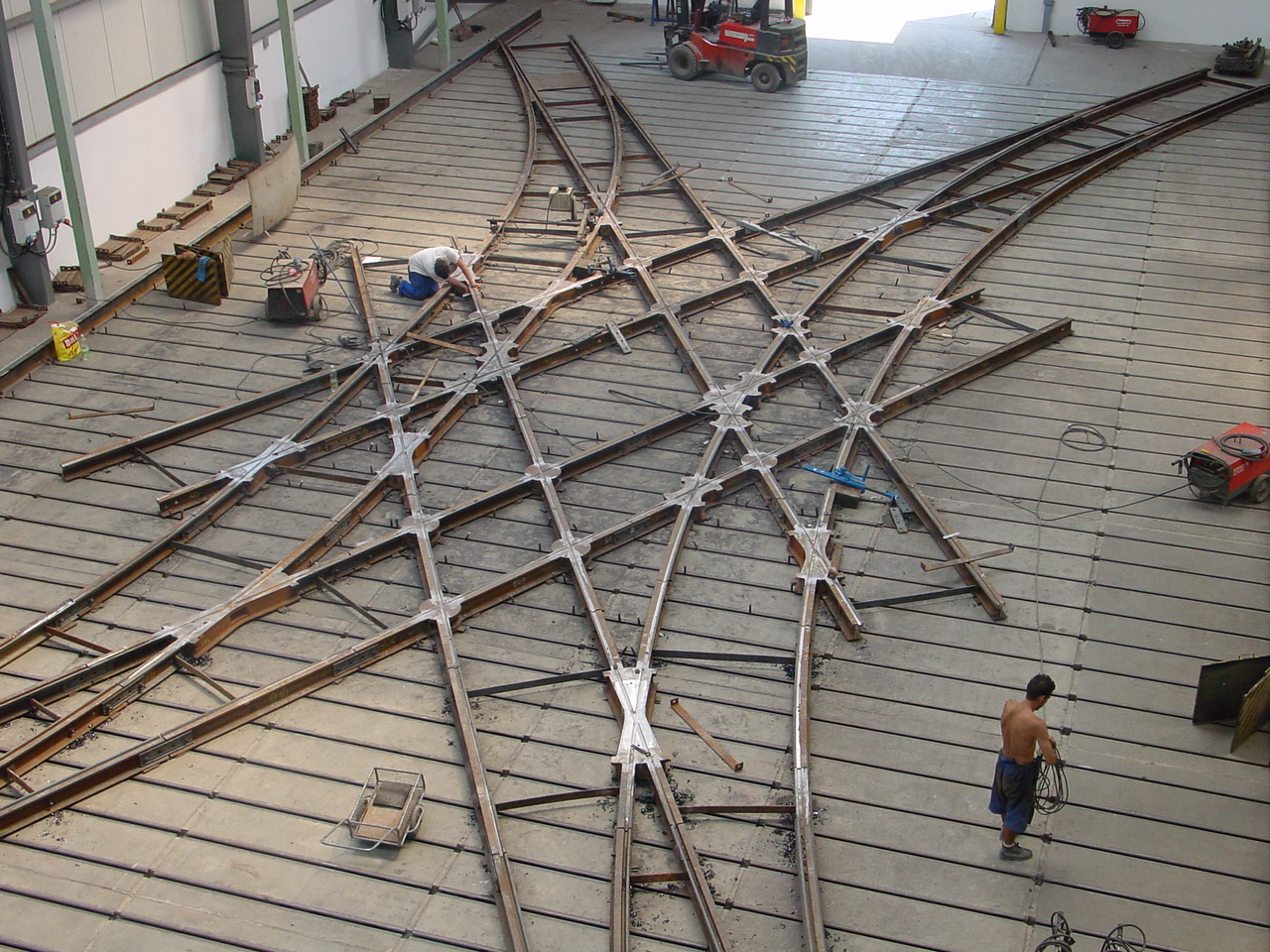
Výrobek Pražské strojírny: křižovatka Palackého náměstí (Praha)

Hlavním předmětem činnosti je vývoj a výroba kolejových konstrukcí a výhybkových systémů pro tramvajovou dopravu. Kompletní servis kolejových konstrukcí je doplněn o další komponenty jako jsou tramvajové výměny různých typů, rádius odbočení a profilů kolejnic, rozjezdové i sjezdové výhybkové systémy, vytápění výměn, dilatační zařízení, odvodnění tramvajových tratí a ostatní strojírenská výroba. Podnik vyrábí i některé části vybavení tramvajových vozů, například stavěcí klíče k přehazování výhybek a provádí výměnu obručí na kolech tramvají Tatra.

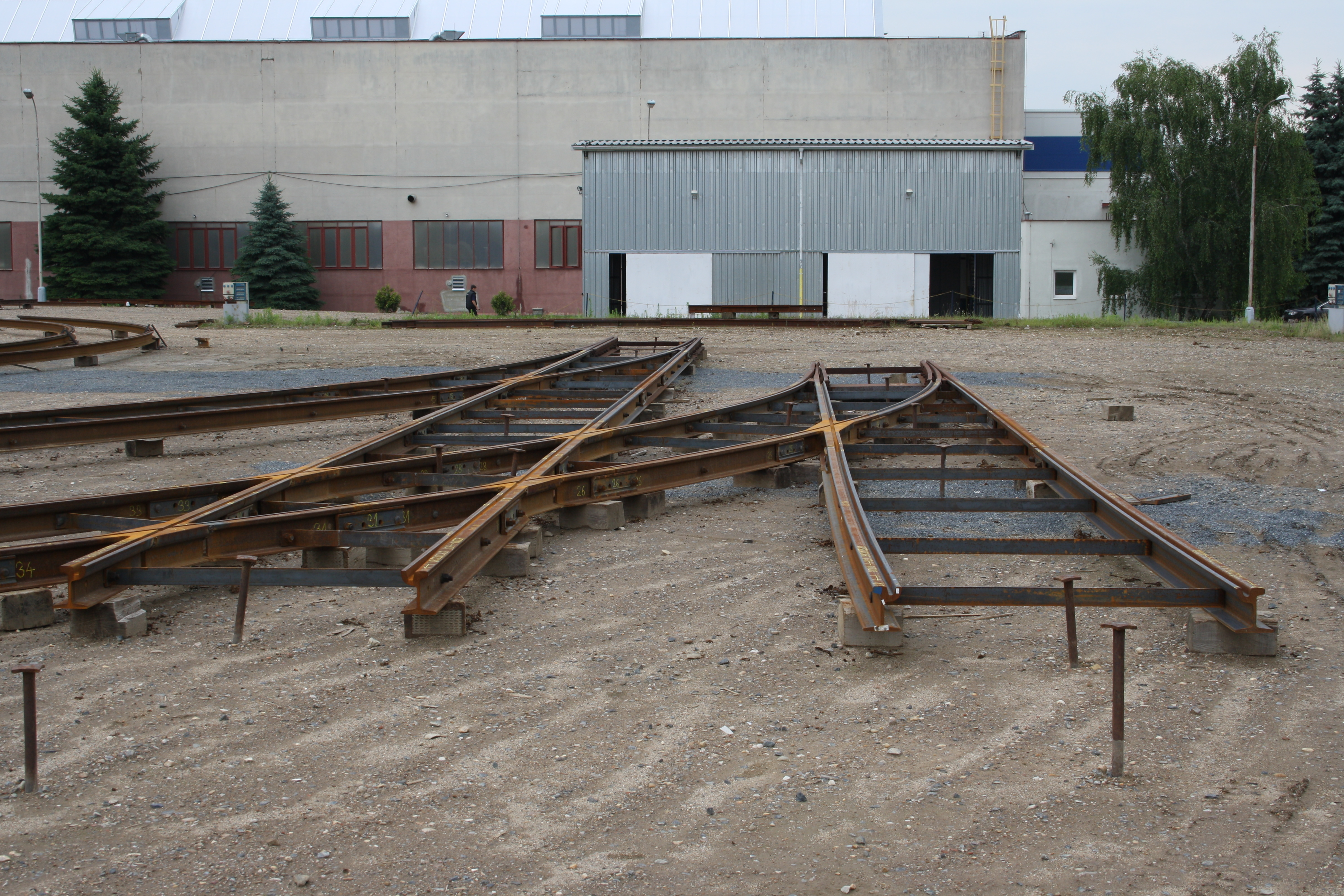
Venkovní montážní plocha („letiště“)

Pražská strojírna dodává své výrobky nejen akciové společnosti Dopravní podnik hlavního města Prahy, který je jejím hlavním odběratelem, ale i do ostatních dopravních podniků s tramvajovou dopravou v ČR a na Slovensku a též zákazníkům do Polska, Německa, Bulharska, Austrálie, Ruska, Itálie, Švédska, Maďarska, Estonska, Alžírska a dalších zemí.